# Dioscorea obcuneata
Dioscorea obcuneata är en enhjärtbladig växtart som beskrevs av Joseph Dalton Hooker. Dioscorea obcuneata ingår i släktet Dioscorea och familjen Dioscoreaceae. Inga underarter finns listade i Catalogue of Life.